# Герберт Прайор
Герберт Прайор (англ. Herbert Prior; 2 липня 1867, Оксфорд — 3 жовтня 1954, Лос-Анджелес) — британський актор кіно. Він провів всю свою кінокар'єру в США. Спочатку працював на кіностудії «Едісон», з осені 1908 року приєднався до Девіда Гріффіта в кінокомпанії Мутоскоп і Байограф. Був одружений з актрисою Мейбл Трунеллі (1879—1981), яка була його партнеркою в численних фільмах. З появою звукового кіно його кар'єра пішла на спад, він все частіше знімався у другорядних або епізодичних ролях. Остаточно припинив зніматися в кіно в 1934 році.

## Вибрана фільмографія
- 1920 — Сильніше смерті / Stronger Than Death — Джеймс Барклай
- 1921 — Зроблено на небесах / Made in Heaven — Леланд
- 1923 — Раб бажання / Slave of Desire
- 1929 — Герцог йде геть / The Duke Steps Out — містер Корбін
- 1930 — Плата / Paid
- 1934 — Студентське турне / Student Tour